# Mesoleptus evanescens
Mesoleptus evanescens là một loài tò vò trong họ Ichneumonidae.